# Armando Espitia
Armando Espitia (n. 1991, Ciudad de México) es un actor de cine, teatro y televisión mexicano, conocido por su debut en la cinta del año 2013 Heli, dirigida por Amat Escalante, protagonizó Nuestras madres, película ganadora de la Cámara de Oro en el Festival de Cannes 2019. También estelarizó I Carry You With Me de Heidi Ewing.

## Inicios
Nació en la Ciudad de México, comenzó su formación artística en el año de 1995 en la Orquesta Sinfónica Juvenil Blas Galindo, en dónde estudió violín hasta el año 2000. En 2006 estudia junto a Jaime Soriano el curso integral de actuación (LARTES) y en 2008 con Rocía Belmont y Víctor Carpinteiro el taller de iniciación a la actuación. En el año 2012 es becado por el Festival Internacional de Manuel de Falla para asistír al taller de Danza inclusiva con los coreógrafos Esmeralda Valderrama, Susana Alcón y Panaibra Gabriel, luego de cursar 3 talleres de danza, ingresa a la carrera de actuación en el Centro Universitario de las Artes. 
Durante el segundo semestre de la carrera abandona sus estudios para filmar su primer proyecto, Heli, el cual protagoniza bajo las órdenes de Amat Escalante, cuyo estreno tuvo lugar en el 66 Festival de Cannes, obteniendo el premio al Mejor Director, en 2019 regresó al Festival de Cannes donde Nuestras madres, película que protagoniza, recibió la Cámara de Oro.
En 2020 estrenó la película  Te llevo conmigo en el Sundance Film Festival, donde la película recibió dos premios.
Ha trabajado en series de televisión mexicanas como El recluso, Diablo Guardián entre otras e hizo su debut en la televisión Estadounidense con la serie Texas Rising de Roland Joffe 
En el mismo año fundó la compañía de teatro Conejo con prisa junto con otros jóvenes actores y crearon la obra de teatro Manzanas coproducida por el FONCA, INBA y Sistema de Teatros de la Ciudad de México.

## Filmografía
Cine
- Heli (2013) - Heli (Amat Escalante).
- Los Bañistas (2014) - Pedro (Max Zunino).
- Bombay (2016) - Armando (Javier Ávila).
- Ayúdame a pasar la noche  (2017) - Giovanni
- Fuego Adentro (2020) - Andrés (Jesús-Mario Lozano).
- Escuela para seductores (2020) - Luis
- Nuestras madres (2019) - Ernesto (César Díaz)
- Te llevo conmigo (2020) - Ivan. (Heidi Ewing)

Televisión
- Los enviados (2021) - Esteban[1]
- El recluso (2018) - El bocinas
- Diablo Guardián  (2018) - Lerdo
- Hasta que te conocí (2016) - Eder (Álvaro Curiel).
- Texas Rising (2015) - Ubaldo (Roland Joffé).

Premios
- Mejor actor Revelación en las Diosas de Plata por Heli.
- Actor Revelación del año en los premios Canacine.
- Nominación a Mejor Actor de Reparto por Heli.[2]